# ロジニャーノ・モンフェッラート
ロジニャーノ・モンフェッラート（伊: Rosignano Monferrato）は、イタリア共和国ピエモンテ州アレッサンドリア県にある、人口約1,500人の基礎自治体（コムーネ）。

## 地理

### 位置・広がり
| 隣接するコムーネは以下の通り。 - カマーニャ・モンフェッラート - カザーレ・モンフェッラート - チェッラ・モンテ - フラッシネッロ・モンフェッラート - オッツァーノ・モンフェッラート - サン・ジョルジョ・モンフェッラート - テッルッジャ |

### 地震分類
イタリアの地震リスク階級 (it) では、4 に分類される
。

## 行政

### 分離集落
ロジニャーノ・モンフェッラートには、以下の分離集落（フラツィオーネ）がある。
- Colma, San Martino di Rosignano, Stevani